# Alan Risher
Alan David Risher (New Orleans, 6 marzo 1961) è un ex giocatore di football americano statunitense che ha giocato nel ruolo di quarterback nella United States Football League (USFL) e nella National Football League (NFL). Al college giocò a football all'Università della Louisiana.

## Carriera professionistica
Risher fu scelto dagli Arizona Wrangles nel Draft 1983 della neonata United States Football League. Con essi disputò due stagioni passando complessivamente 23 touchdown e 23 intercetti. La stagione successiva passò ai Tampa Bay Buccaneers della NFL giocando tutte le 16 gare della stagione regolare ma solo come holder durante i tentativi di field goal. Nel 1987, Risher durante lo sciopero dei giocatori, giocò tre gare come titolare dei Green Bay Packers portando la squadra a due vittorie, passando in totale 564 yard con tre touchdown e tre intercetti.

## Vittorie e premi
Nessuno

## Statistiche
NFL
| Partite totali    | 19   |
| Yard passate      | 564  |
| Touchdown         | 3    |
| Intercetti subiti | 3    |
| Passer rating     | 80,0 |